# Svay Chrum
Svay Chrum es uno de los siete distritos que forman la provincia camboyana de Svay Rieng, con una población estimada en marzo de 2008 de 120 318 habitantes. Está dividido en las siguientes  comunas (khum), que se muestran asimismo con población estimada de 2008:
- Angk Ta Sou 5,111
- Basak 7,060
- Chambak 9,099
- Chamlang 9,266
- Chheu Teal 8,129
- Doun Sa 6,226
- Kouk Pring 7,319
- Kraol Kou 9,866
- Kruos10,185
- Pouthi Reach 6,771
- Svay Angk 4,410
- Svay Chrum 4,219
- Svay Thum 9,530
- Svay Yea 8,161
- Ta Suos 10,406
- Thlok 4,560[1]